# Szent Druon
Szent Druon (Épinoy (ma Carvin része), 1105. március 14. – Sebourg (Nord-Pas-de-Calais), 1186. április 16.) francia szent, Franciaország északi részén, különösen Artois-ban, Cambrésis-ban és Hainaut-ban tisztelik a pásztorok védőszentjeként.
Nemesi családban született Épinoy-ban, amely akkor a tournai, később pedig az arrasi egyházmegyéhez tartozott. Szent Druon császármetszéssel jött világra: a műtétet a már halott anyán végezték el. Szent Druon már ifjúkorától kezdve hajlott a jámbor életre. Tizenhét éves korában hátat fordított a nemesi életnek, tetemes örökölt vagyonát szétosztogatta és pásztornak szegődött egy Élisabeth Lehaire nevű özvegyhez, az Hainaut-i grófságban lévő Sebourg faluba, 14 kilométerre Valenciennes-től. Annyira szerette és oly jól gondozta az állatokat, hogy az ottani lakosok kérésére a falu minden juhát együtt őrizte Lehaire asszony nyájával. Ebben az időben, amíg a pásztor misét hallgatott a templomban, angyalok őrizték a nyájat ….
Szent Druon ezután Rómába zarándokolt, és az utazás annyira megnyerte tetszését, hogy az utat kilencszer megismételte. Az volt a kérése, hogy a sebourg-i templom mellett építsenek számára egy kis viskót, ahonnan mindig láthatja a szentségházat. Megfogadta, hogy innen élete végéig nem mozdul el. Fogadalmát hűségesen megtartotta, még azon a napon is, amikor a templomban tűz ütött ki, és a lángok átterjedtek az ő viskójára is. A tűz nem fogta a jámbor remete férfiút, és ebből mindenki láthatta, hogy szent ember. Szent Druon halálának hírére  több mérföldnyi körzetből özönlöttek a síró népek, hogy megcsókolják lábát és néhány foszlányt szerezzenek a holttestet borító nyomorúságos rongyokból. A szent rokonai, Épinoy hűbérurai, szülőfalujába akarták vitetni a holttestet, de a tetemet szállító szekér Sebourg határában magától megállt, és az erősítésül hozott lovakkal sem lehetett kimozdítani helyéből. Kénytelenek voltak tehát ott hagyni a szentet, ahol meghalt. Szent Druon hírneve nagyot nőtt Hainaut és Hollande grófjának csodás gyógyulása után. A gróf sokat szenvedett veseköveitől, ezért elzarándokolt Sebourg-ba, s alig térdelt le a szent sírjánál, hogy imádkozzék, máris „három dió nagyságú követ” vetett ki magából. A szent ünnepét a hagyomány szerint pünkösd hétfőjén tartják a plébániatemplomban és Szent Druon kútjánál, Carvin-Épinoy-ban.